# Raionul Horodok, Hmelnîțkîi
Horodok (în ucraineană Городоцький район, transliterat: Horodoțkîi raion) este un raion în regiunea Hmelnîțkîi, Ucraina. Reședința sa este orașul Horodok.

## Demografie
Componența lingvistică a raionului Horodok
     Ucraineană (98,46%)
     Alte limbi (1,49%)
Conform recensământului din 2001, majoritatea populației raionului Horodok era vorbitoare de ucraineană (98,46%), existând în minoritate și vorbitori de alte limbi.